# Bootham Crescent

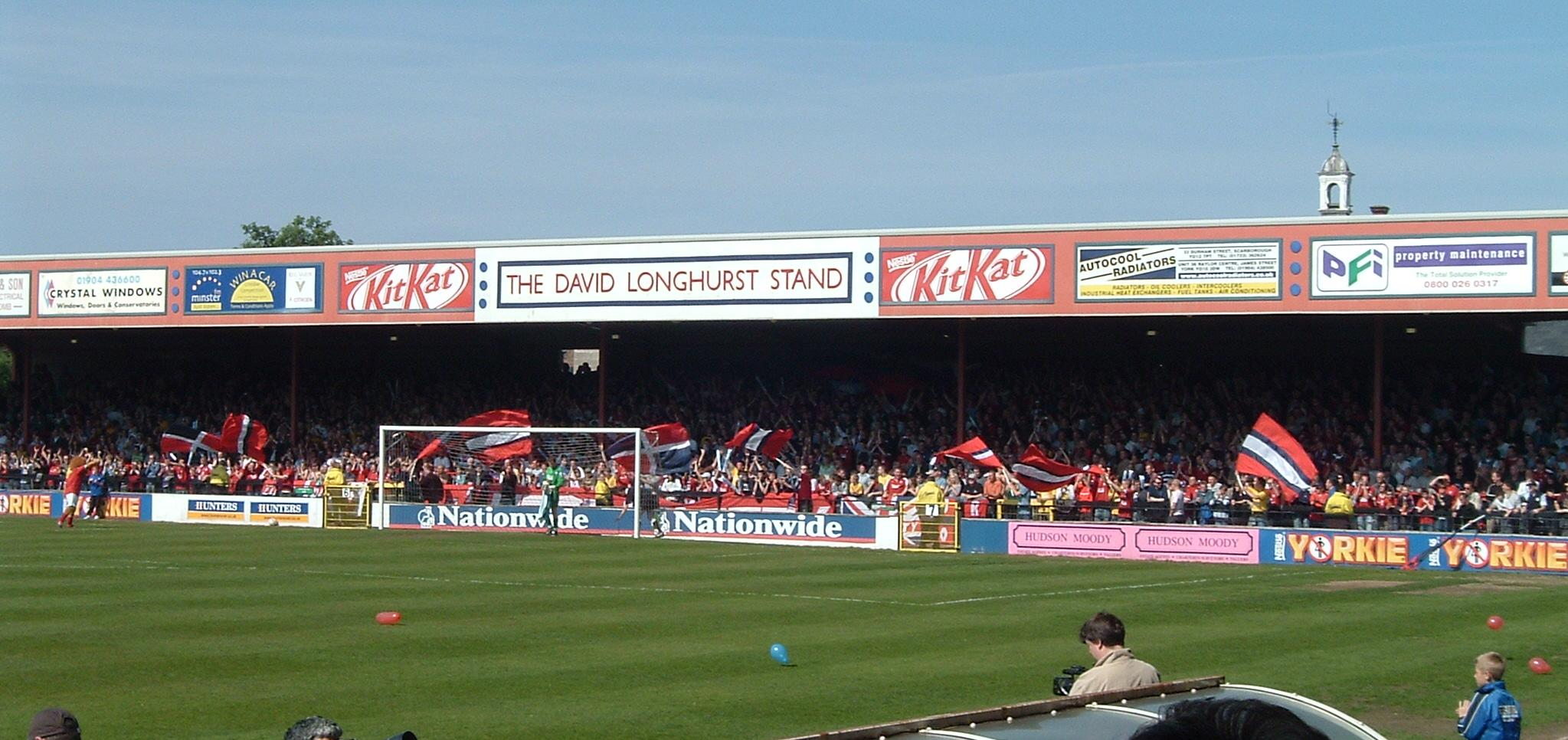
Bootham Crescent.

Bootham Crescent är en fotbollsarena i York i England, som är hemmaarena för York City.
Arenan stod klar 1932 och tar 8 256 åskådare (varav 3 409 sittande).
Arenan hette KitKat Crescent 2005–2010 på grund av ett sponsoravtal med Nestlé. Kexchokladet Kit Kat introducerades 1935 av Rowntree's, som hade sitt huvudkontor i staden. Rowntree's köptes av Nestlé 1988.